# أوسيتيون
أوسيتيون هم مجموعة عرقية إيرانيَّة من جبال القوقاز، وهم من السكان الأصليين للمنطقة الإثنية اللغوية المعروفة باسم  أوسيتية. ويتحدثون باللغة الأوسيتية، وهي لغة إيرانية شرقية (ألانية) تنتمي إلى عائلة اللغات الهندية الأوروبية، ويتحدث معظمهم أيضاً اللغة الروسية كلغة ثانية. لا ترتبط باللغة الأوسيتية ارتباطاً وثيقاً أو هي غير مفهومة بشكل متبادل مع أي لغة أخرى من عائلة اللغات الهندية الأوروبية اليوم. وتُعتبر الأوسيتية إحدى بقايا مجموعة لهجة اللغات السكيثية التي كانت تتحدث سابقاً عبر جبال البنطس وقزوين، وهي واحدة من اللغات الإيرانية القليلة داخل أوروبا.
يقطن معظم الأوسيتيين في أوسيتيا، التي تنقسم سياسياً بين أوسيتيا الشمالية-ألانيا في روسيا، وأوسيتيا الجنوبية، وهي دولة مستقلة بحكم الواقع مع اعتراف جزئي، ومتكاملة بشكل وثيق مع روسيا وتطالب بها جورجيا. أقرب أقربائهم الإثنيين، هم شعب جاسز، والذين يعيشون في الجزء الشمالي الغربي من مقاطعة ياس-نادكون-سولنك في المجر.
يعتنق معظم الأوسيتيين المسيحية ديناً على مذهب الأرثوذكسية الشرقية، مع أقليات كبيرة تعتنق الوثنية أو الإسلام. يعيش أغلبهم في أوسيتيا الشمالية-ألانيا في روسيا وفي أوسيتيا الجنوبية في جورجيا ويبلغ تعدادهم في روسيا 528 ألف و في جورجيا 45 ألف. كذلك يتواجدون في تركيا وفي سوريا وأوزبكستان وطاجيكستان وأوكرانيا وأذربيجان وتركمانستان وكازاخستان وقيرغيزستان وبيلاروسيا وأرمينيا ومولدوفا ولاتفيا وإستونيا ويبلغ تعدادهم الكامل في العالم حوالي 720 ألف شخص، وتنحدر أصولهم من السكيثيين ومن الأوسيتيين البارزين هو المصارع الأوزبكي ارتور تايمازوف.

## المجموعات الفرعية
- الأيرون في الشرق والجنوب ويشكلون مجموعة أكبر من الأوسيتيون.  يتحدثون اللهجة الأيرونية. ينقسم شعب أيرون إلى عدة مجموعات فرعية: الأجير، والكورتاتس، والتاجور، والكودار، والتوال، والأورستوال، والشسان.  
  - الكودار هم المجموعة الجنوبية من الأوسيتيين.
  - التوال هم في المنطقة المركزية في أوسيتيا.
  - الشسان يتركزون في شرق أوسيتيا الجنوبية.

- الديغور في الغرب. يعيش الديغور في مقاطعة ديغورا، في مقاطعة إيراف، وبعض المستوطنات في قبردينو - بلقاريا ومقاطعة موزدوك. يتحدثون لهجة الديغور.

## نبذة تاريخية

### التاريخ المبكر (الألان الأوائل)
ينحدر الأوسيتيون من الألان، وهم قبيلة سارماتية (مجموعة سكوثية فرعية من المجموعة الإثنولغوية الإيرانية). كان الألان هم الفرع الوحيد من السارماتيون الذين حفاظوا على ثقافتهم في مواجهة الغزو القوطي (200 ميلادي)، وأولئك الذين بقوا بنوا مملكة كبيرة بين نهري دون وفولغا، وفقًا لكارلتون ستيفنز كون، أعراق أوروبا. بين عامي 350 و 374 ميلادي، دمر الهون مملكة الألان، وانقسم الشعب إلى نصفين. فر نصفه إلى الغرب، حيث شاركوا في غزوات روما البربرية، وأنشأوا ممالك قصيرة العمر في إسبانيا وشمال أفريقيا، واستقروا في أماكن أخرى كثيرة مثل أورليان، فرنسا. أما النصف الآخر فر إلى الجنوب واستقروا في سهول شمال القوقاز حيث أسسوا مملكتهم التي تعود إلى القرون الوسطى في آلانيا. 